# Claudio Magris
Claudio Magris (Trieste, 10 de abril de 1939) é um escritor, germanista italiano. Foi também senador de 1994 a 1996 durante a XII Legislatura da República Italiana.
Professor de literatura Alemã na Universidade de Turim (até 1978), depois na Universidade de Trieste.
O seu nome é frequentemente indicado nas listas de finalistas ao Prémio Nobel de Literatura.

## Obras

### Ensaios
- Wilhelm Heinse. 1968.
- Tre studi su Hoffmann. 1969.
- Lontano da dove. 1971.
- Joseph Roth e la tradizione ebraico-orientale. 1971.
- com Cesare Cases, L'anarchico al bivio. Intellettuale e politica nel teatro di Dorst. 1974.
- L'altra ragione. Tre saggi su Hoffmann. 1978.
- Dietro le parole 1978
- con Angelo Ara, Itaca e oltre e Trieste. Un'identità di frontiera. 1982.
- L'anello di Clarisse. 1984.
- Utopia e disincanto. Saggi 1974-1998. 1999.
- L'infinito viaggiare. 2005.
- La storia non è finita. Milão, Garzanti, 2006.
- Alfabeti. Milão, Garzanti, 2008. (tradução em português: Alfabetos: ensaios de LIteratura. Curitiba: EdItora UFPR, 2012. ISBN 9788573353037)
- Ibsen in Italia, 2008.
- Democrazia, legge e coscienza, com Stefano Levi Della Torre, Torino, Codice, 2010.
- Livelli di guardia. Note civili (2006-2011)
- La letteratura è la mia vendetta, com Mario Vargas Llosa, 2012.
- Opere (volume I: dal 1963 al 1995), a cura di Ernestina Pellegrini, com um contributo de Maria Fancelli, 2012.
- Claudio Magris e Francesca Agostinelli, 2014.
- Segreti e no, 2015.
- Istantanee, 2016.
- Opere (volume II), (em preparação)

### Romances
- Illazioni su una sciabola. 1984.
- Danúbio - no original Danubio. 1986.
- Stadelmann. 1988.
- Un altro mare. 1991.
- Il Conde. 1993.
- Le voci. 1995.
- Microcosmi. 1997. Vencedor do Prêmio Strega.
- La mostra. 2001.
- Alla cieca. 2005.
- Lei dunque capirà. 2006. "O senhor vai entender" Companhia das Letras - Brasil - 2008
- Uma Causa Improcedente no original Non luogo a procedere, 2015.